# August Kral
August Ritter von Kral (Braunau, 1869. június 20. – Bécs, 1953. június 12.) osztrák diplomata.

## Életútja
A Szudétavidéken született. Felsőfokú tanulmányait a bécsi Keleti Nyelvek Akadémiáján végezte el, majd 1893-ban letette a konzuli vizsgákat. Ezt követően előbb a goriziai konzulátuson dolgozott, majd 1905-től 1910 januárjáig a Monarchia shkodrai konzulja, illetve főkonzulja volt. Észak-albániai évei során beutazta az egész vidéket és komplett könyvtárat állított össze az albánok történetéről, nyelvéről és szokásairól szóló könyvekkel. Megtanulta az albán nyelvet, támogatta önrendelkezési és művelődési-oktatásügyi törekvéseiket, amivel köztiszteletet vívott ki magának. Az 1908-as boszniai válság idején a bécsi külügyminisztérium kidolgozott egy tervet az észak-albániai törzsek felfegyverzésére (Albánia hadművelet), hogy déli irányból gyakoroljanak katonai nyomást a Bosznia annexiója miatt mozgolódó szerb és montenegrói csapatokra. A fegyverek átvételét és elosztását Kralra és Nopcsa Ferencre bízták, de a fegyverszállítmányokat a szerbek végül lefülelték.
1910–1911-ben Szmirnában, 1911. január 22-étől 1914. február 24-éig pedig Szalonikiben szolgált mint főkonzul. Ezt követően ismét Albániába küldték, ahol a Vilmos fejedelem uralkodását támogató Nemzetközi Ellenőrző Bizottság munkájában vett részt. A májusban kitört közép-albániai felkelés során sikertelenül igyekezett közvetíteni a fejedelem és a lázadók között. 1915-ben visszahelyezték Bécsbe, a külügyminisztérium állományába került. Amikor a Monarchia hadserege 1916. január 28-án bevonult Észak-Albániába, Kral kapott megbízást arra, hogy megszervezze az annektált területek polgári közigazgatását. A munka elvégzését, a shkodrai székhelyű közigazgatási tanács és az osztrák tisztek irányította albán csendőrség megszervezését követően 1918-ig ő maradt az észak-albániai polgári közigazgatás feje. Adminisztratív feladatai mellett kereste a lehetőségeket az albániai mezőgazdasági infrastruktúra fejlesztésére. A Monarchia képviseletében továbbra is támogatta az albán anyanyelvi oktatást és a vallásszabadságot, 1916-ban az ő javaslatára alapította meg Luigj Gurakuqi és Gjergj Fishta az irodalmi nyelv és a helyesírás egységesítését célul kitűző Albán Irodalmi Bizottságot. Ugyanakkor a politikai önrendelkezés terén csupán annyi engedményt tett, hogy az albán nemzeti zászlót szabadon kitűzhették bárhol, de például az 1916 tavaszán Elbasanba szervezett albán nemzetgyűlés megvalósulását megakadályozta. A Monarchia csapatainak visszavonulásával, Shkodra 1918. november 5-ei francia és olasz kézre kerülésével Kral is elhagyta az országot.
1919-től 1921-ig Hamburgban volt főkonzul, majd előbb Ausztria szófiai, 1924 áprilisától 1932. áprilisi nyugdíjazásáig ankarai nagykövete volt. Ankarai évei alatt írt egy sikeres könyvet Mustafa Kemal Atatürk politikájáról Kamâl Atatürk’s Land címen.